# Neolophonotus zambiensis
Neolophonotus zambiensis là một loài ruồi trong họ Asilidae. Neolophonotus zambiensis được Londt miêu tả năm 1986. Loài này phân bố ở vùng nhiệt đới châu Phi.